# 高木義成
高木 義成（たかぎ よしなり、1979年5月20日 - ）は、東京都江戸川区出身の元プロサッカー選手。ポジションはゴールキーパー。

## 来歴
2000年に東京ヴェルディ1969に入団。クラブでは本並健治と菊池新吉が引退した後の2002年よりレギュラーを務めてきたが、2008年はFC東京から移籍してきた土肥洋一にポジションを奪われ、控えに回された。J2に降格して迎えた2009年も7試合の出場に留まり、シーズン終了後に東京Vから戦力外通告を受け、2010年1月7日、名古屋グランパスへの完全移籍が発表された。同年7月の対横浜F・マリノス戦ではベンチ入りの控え選手ながら主審に執拗に抗議したという理由で退場処分を命じられた。移籍後は楢﨑正剛の控えに回った。
東京V在籍時から日本プロサッカー選手会（旧称：Jリーグ選手協会）の理事（副会長）を務めていたが、2010年12月24日、協会との方向性の違いにより辞任した。
2016年からFC岐阜に所属。開幕戦は沖縄キャンプで足首を負傷していた影響でベンチスタートだったが、開幕2試合で8失点を喫したポープ・ウィリアムに代わって3戦目から先発出場。無失点に抑え勝利に貢献し、以降正GKの座を獲得した。翌2017年シーズンはビクトルが全試合に出場したため出番は無く、この年限りで現役を引退した。
2020年10月、自身のYouTubeチャンネル『高木式GKメソッド』 を開設し、将来ゴールキーパーを目指す人々に向けてさまざまなレッスン動画を挙げている。

## エピソード
- かつてチームメイトだった本並を尊敬していた為、2001年に本並が引退した後は本並が付けていた背番号21を受け継いだ[6]。東京V在籍時はピンク色のキーパー用ユニホームの着用を好んだ。
- 2006年7月12日のJ2ベガルタ仙台戦（ユアスタ）の後半19分、自陣ゴール付近からのフリーキックがそのまま相手方ゴールに入り、Jリーグ公式戦として4人目のGKのゴールを記録した（過去の3人は田北雄気、松永成立、菅野孝憲）。仙台の広報によれば、その距離は89メートルであり、2009年シーズン終了時点においてJリーグ史上最長ゴールである。その時の仙台のGKは、2002年に高木にポジションを奪われて仙台に移籍した高桑大二朗である。
- 愛犬家であり、ブログのタイトルに愛犬「さくら」の名が入っており頻繁に登場する。
- 2003年1月、所属するヴェルディの主将（当時）であった北澤豪が展開するカンボジアでのボランティア活動に参加。2006年3月には「ヨシナリシート」を創設し、自腹で全ホームゲームのチケットを購入、児童福祉施設等の子供達を招待している等、社会貢献への意識を持つ。
- 2004年に初めて鹿児島県最南端の与論島に来島してから「与論島は第三の故郷」と自ら言うぐらい与論島を気に入っている。与論島を訪れ、来島する度にサッカー教室を開催する。また、保育園から小学校・中学校に自ら足を運び子どもたちとの触れ合いを大切にし、地域貢献活動を積極的に行っている。更に2012年と2013年に与論島を襲撃した歴史的な台風（最大瞬間風速73/ｍ）被害を知り、与論島の復興に大きく支援・貢献した。
- 2014年、バナウル王国（与論島）観光大使に就任。
- 岐阜移籍後に岐阜県を舞台とするアニメ『のうりん』を視聴、原作者の白鳥士郎と対面した[7]。『のうりんおじさん』の愛称は白鳥公認である。

## 所属クラブ
ユース経歴
- FC85 (江戸川区立南葛西第二中学校)
- 1995年 - 1997年 修徳高等学校
- 1998年 - 1999年 国士舘大学サッカー部

プロ経歴
- 2000年 - 2009年  ヴェルディ川崎 / 東京ヴェルディ
- 2010年 - 2015年  名古屋グランパス
- 2016年 - 2017年  FC岐阜

## 個人成績
| 国内大会個人成績 | 国内大会個人成績 | 国内大会個人成績 | 国内大会個人成績 | 国内大会個人成績 | 国内大会個人成績 | 国内大会個人成績 | 国内大会個人成績 | 国内大会個人成績 | 国内大会個人成績 | 国内大会個人成績 | 国内大会個人成績 |
| 年度             | クラブ           | 背番号           | リーグ           | リーグ戦         | リーグ戦         | リーグ杯         | リーグ杯         | オープン杯       | オープン杯       | 期間通算         | 期間通算         |
| 年度             | クラブ           | 背番号           | リーグ           | 出場             | 得点             | 出場             | 得点             | 出場             | 得点             | 出場             | 得点             |
| 日本             | 日本             | 日本             | 日本             | リーグ戦         | リーグ戦         | リーグ杯         | リーグ杯         | 天皇杯           | 天皇杯           | 期間通算         | 期間通算         |
| ---------------- | ---------------- | ---------------- | ---------------- | ---------------- | ---------------- | ---------------- | ---------------- | ---------------- | ---------------- | ---------------- | ---------------- |
| 1998             | 国士大           | 22               | 旧JFL            |                  |                  | -                | -                |                  |                  |                  |                  |
| 1999             | 国士大           | 1                | JFL              | 4                | 0                | -                | -                | 2                | 0                | 6                | 0                |
| 2000             | V川崎            | 1                | J1               | 0                | 0                | 0                | 0                | 0                | 0                | 0                | 0                |
| 2001             | 東京V            | 12               | J1               | 0                | 0                | 0                | 0                | 0                | 0                | 0                | 0                |
| 2002             | 東京V            | 21               | J1               | 17               | 0                | 1                | 0                | 1                | 0                | 19               | 0                |
| 2003             | 東京V            | 21               | J1               | 30               | 0                | 6                | 0                | 3                | 0                | 39               | 0                |
| 2004             | 東京V            | 21               | J1               | 30               | 0                | 7                | 0                | 5                | 0                | 42               | 0                |
| 2005             | 東京V            | 21               | J1               | 33               | 0                | 6                | 0                | 1                | 0                | 40               | 0                |
| 2006             | 東京V            | 21               | J2               | 40               | 1                | -                | -                | 0                | 0                | 40               | 1                |
| 2007             | 東京V            | 21               | J2               | 36               | 0                | -                | -                | 0                | 0                | 36               | 0                |
| 2008             | 東京V            | 21               | J1               | 0                | 0                | 2                | 0                | 1                | 0                | 3                | 0                |
| 2009             | 東京V            | 21               | J2               | 8                | 0                | -                | -                | 0                | 0                | 8                | 0                |
| 2010             | 名古屋           | 50               | J1               | 0                | 0                | 4                | 0                | 4                | 0                | 8                | 0                |
| 2011             | 名古屋           | 50               | J1               | 11               | 0                | 0                | 0                | 1                | 0                | 12               | 0                |
| 2012             | 名古屋           | 50               | J1               | 2                | 0                | 1                | 0                | 0                | 0                | 3                | 0                |
| 2013             | 名古屋           | 50               | J1               | 0                | 0                | 0                | 0                | 0                | 0                | 0                | 0                |
| 2014             | 名古屋           | 50               | J1               | 0                | 0                | 0                | 0                | 2                | 0                | 2                | 0                |
| 2015             | 名古屋           | 50               | J1               | 0                | 0                | 3                | 0                | 0                | 0                | 3                | 0                |
| 2016             | 岐阜             | 21               | J2               | 31               | 0                | -                | -                | 0                | 0                | 31               | 0                |
| 2017             | 岐阜             | 21               | J2               | 0                | 0                | -                | -                | 0                | 0                | 0                | 0                |
| 通算             | 日本             | 日本             | J1               | 123              | 0                | 26               | 0                | 14               | 0                | 163              | 0                |
| 通算             | 日本             | 日本             | J2               | 115              | 1                | -                | -                | 0                | 0                | 115              | 1                |
| 通算             | 日本             | 日本             | JFL              | 4                | 0                | -                | -                | 2                | 0                | 6                | 0                |
| 通算             | 日本             | 日本             | 旧JFL            |                  |                  | -                | -                |                  |                  |                  |                  |
| 総通算           | 総通算           | 総通算           | 総通算           | 242              | 1                | 26               | 0                | 16               | 0                | 284              | 1                |

その他の公式戦
- 2005年
  - スーパーカップ 1試合0得点

| 国際大会個人成績 | 国際大会個人成績 | 国際大会個人成績 | 国際大会個人成績 | 国際大会個人成績 |
| 年度             | クラブ           | 背番号           | 出場             | 得点             |
| AFC              | AFC              | AFC              | ACL              | ACL              |
| ---------------- | ---------------- | ---------------- | ---------------- | ---------------- |
| 2006             | 東京V            | 21               | 1                | 0                |
| 2009             | 名古屋           | 50               | 0                | 0                |
| 2011             | 名古屋           | 50               | 1                | 0                |
| 2012             | 名古屋           | 50               | 0                | 0                |
| 通算             | AFC              | AFC              | 2                | 0                |

- Jリーグ初出場 - 2002年8月10日 1stステージ第14節 サンフレッチェ広島F.C戦 (東京スタジアム)
- Jリーグ初得点 - 2006年7月12日 J2第27節 ベガルタ仙台戦 (ユアテックスタジアム仙台)

## タイトル
- 関東大学サッカーリーグ戦 (1998年)
- 全日本大学サッカー選手権大会 (1998年,1999年)
- 関東大学選手権 (1999年)
- 総理大臣杯全日本大学サッカートーナメント (1999年)
- 天皇杯全日本サッカー選手権大会 (2004年)
- ゼロックススーパーカップ (2005年)

### 個人
- 関東大学サッカーリーグ戦 新人王 (1998年)
- 関東大学サッカーリーグ戦 ベスト11 (1998年)
- Jリーグフェアプレー個人賞 (2004年)

## 代表歴
- ユニバーシアードマヨルカ大会日本代表